# Charles-François Racot de Grandval

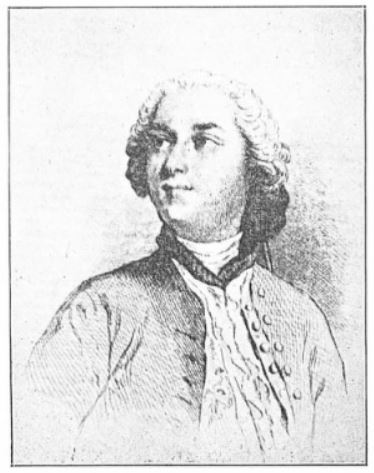
Porträt Grandvals

Charles-François Racot de Grandval, oder kurz Grandval (* 23. Oktober 1710 in Paris; † 24. September 1784 ebenda), war ein französischer Schauspieler und Dramatiker.

## Biographie
Grandval war Sohn von Nicolas Racot de Grandval und dessen Frau Marie Macé. Seine Taufpatin war die Schauspielerin Françoise Raisin. Seine Bühnenkarriere begann er bereits im Alter von 17 Jahren. So spielte er in Metz, Rouen und Lille. 1729 debütierte er an der Comédie-Française unter dem Künstlernamen Duval. Bereits einen Monat später erhielt er ein festes Engagement und wurde Sociétaire de la Comédie-Française. Zuerst war er die Zweitbesetzung für die Brüder Quinault l’aîné und Quinault-Dufresne, legte jedoch gleich sein Bühnenpseudonym ab und spielte fortan unter seinem wahren Namen. Erst als Quinault-Dufresne im Jahr 1741 in den Ruhestand ging, wurde Grandval zur Erstbesetzung und spielte alle Genres von Komödie bis Tragödie. Grandval war mit seinem großen Können, seiner Intonation und seiner Leidenschaft sehr angesehen und bewundert. Erst als im Jahr 1750 Lekain an der Comédie ein Engagement bekam, gab es eine ernstzunehmende Konkurrenz um die besten Rollen. Man einigte sich dann darauf, dass Lekain die Tragödien und Grandval die Komödien geben sollte. Auf dem Zenit seiner Karriere nahm Grandval im Jahr 1762 den Bühnenabschied, jedoch nicht ganz freiwillig, wie es hieß, denn angeblich hatte er den Herzog von Fronsac, Sohn des Maréchal de Richelieu, allzu gewalttätig und despotisch dargestellt. Er bekam dennoch, wie alle Schauspieler der Comédie, die übliche Pension von 1000 Livre. Grandval ging nach Lyon, wo er ein Engagement bekommen hatte, kehrte aber schon 1767 an die Comédie zurück und spielte dort noch bis 1768 und nahm dann endgültig Abschied.
Über Grandvals Privatleben ist nur bekannt, dass seine Frau, Geneviève Duprés, die ebenfalls Schauspielerin war, 1783 starb und er in die Nähe seiner Schauspielkollegin Marie Dumesnil zog.
Neben seiner langen Karriere als Schauspieler hatte Grandval auch Erfolg als Dramatiker.

## Rollen (Auswahl)
- Nérestan in Zaïre von Voltaire
- Darviane in Mélanide von Pierre-Claude Nivelle de La Chaussée
- Le Sire de Coucy in Adélaïde du Guesclin von Voltaire
- Cléon in Le Méchant von Jean-Baptiste Louis Gresset
- Tulle in Horace von Pierre Corneille
- Mondor in La Métromanie von Alexis Piron

## Bühnenstücke (Auswahl)
- Agathe ou la Chaste princesse
- Le Pot de chambre cassé (gewidmet seinem Vater)
- Sirop-au-cul ou l’Heureuse délivrance
- Le Tempérament
- La nouvelle Messaline